# لواسی (میزوری)
لواسی (به انگلیسی: Levasy) یک شهر در ایالات متحده آمریکا است که در شهرستان جکسون، میزوری واقع شده‌است. لواسی ۱٫۵۵ کیلومتر مربع مساحت و ۸۳ نفر جمعیت دارد و ۲۱۷ متر بالاتر از سطح دریا واقع شده‌است.